# تهاجم به یوگسلاوی
تهاجم آلمان به یوگسلاوی که با نام جنگ آوریل نیز شناخته می‌شود، با اسم رمز عملیات ۲۵ نبردی در جریان جنگ جهانی دوم بود که در میانه ماه آوریل سال ۱۹۴۱ انجام شد و طی ۱۲ روز به تصرف یوگسلاوی توسط نیروهای محور انجامید.

## زمینه
با آغاز سال ۱۹۴۱ تمرکز آلمانی‌ها از اروپای غربی به حوزه بالکان تغییر یافت؛ چرا که ایتالیا به یونان حمله کرده و در برابر مقاومت نیروهای این کشور در کنار قوای اعزامی بریتانیا، مجبور به درخواست کمک از آلمان شده بود. آلمان در ابتدا با انجام مذاکرات اجازه گذر نیروهای خود از بلغارستان و یوگسلاوی برای حمله به یونان را کسب کرد ولی کودتای ۲۷ مارس در یوگسلاوی این پیمان را لغو کرد و موجب حمله به این کشور شد.

## پیامد
با تهاجم نیروهای محور از چندین جهت یوگسلاوی تنها در مدت ۱۱ روز تسلیم و به تصرف درآمد. این امر زمینه را برای حمله به یونان فراهم کرد و در ۲۷ آوریل ۱۹۴۱ پرچم صلیب شکسته آلمان بر فراز آکروپل در آتن برافراشته شد.